# Veruca James
Veruca James (Chicago, Illinois, 6 de abril de 1989) es el nombre artístico de una actriz pornográfica estadounidense.

## Premios y nominaciones
| Año  | Ceremonia                   | Categoría                                       | Trabajo                                                                     | Resultado |
| ---- | --------------------------- | ----------------------------------------------- | --------------------------------------------------------------------------- | --------- |
| 2013 | The Sex Awards              | Porn Star of the Year                           | —                                                                           | Nominada  |
| 2013 | The Sex Awards              | Sexiest Adult Star                              | —                                                                           | Nominada  |
| 2014 | AVN Awards                  | Best Double Penetration Sex Scene               | Wet Asses 2 (lanzada el 23 de septiembre de 2013)                           | Nominada  |
| 2014 | AVN Awards                  | Best Group Sex Scene                            | Orgy University (lanzada el 9 de abril de 2013)                             | Nominada  |
| 2014 | AVN Awards                  | Best Girl/Girl Sex Scene                        | Paint (lanzada el 4 de enero de 2013)                                       | Nominada  |
| 2014 | Inked Awards                | Scene of the Year                               | —                                                                           | Ganadora  |
| 2014 | Spank Bank Awards           | BBC Slut of the Year                            | —                                                                           | Nominada  |
| 2014 | Spank Bank Awards           | DP'd Dynamo of the Year                         | —                                                                           | Nominada  |
| 2014 | Spank Bank Awards           | Fetish Floozie of the Year                      | —                                                                           | Nominada  |
| 2014 | Spank Bank Awards           | Sexiest Inked Slut                              | —                                                                           | Nominada  |
| 2014 | Spank Bank Awards           | Ho Holes of the Year                            | —                                                                           | Nominada  |
| 2015 | AVN Awards                  | Female Performer of the Year                    | —                                                                           | Nominada  |
| 2015 | AVN Awards                  | Fan Award: Favorite Female Porn Star            | —                                                                           | Nominada  |
| 2015 | AVN Awards                  | Best Three-Way Sex Scene: G/G/B                 | Anal Boot Camp 2 (lanzada el 30 de diciembre de 2013)                       | Nominada  |
| 2015 | AVN Awards                  | Best Girl/Girl Sex Scene                        | Women Seeking Women 100 (lanzada el 23 de diciembre de 2013)                | Nominada  |
| 2015 | AVN Awards                  | Best Orgy/Gangbang Release                      | Veruca James: No Limits (lanzada el 18 de marzo de 2014)                    | Nominada  |
| 2015 | AVN Awards                  | Best Group Sex Scene                            | King James (lanzada el 9 de septiembre de 2014)                             | Nominada  |
| 2015 | AVN Awards                  | Best Group Sex Scene                            | Lisa Ann's Black Out 2: Jailed 'N Nailed (lanzada el 24 de febrero de 2014) | Nominada  |
| 2015 | Spank Bank Awards           | Asshole of the Year                             | —                                                                           | Nominada  |
| 2015 | Spank Bank Awards           | Bad Ass Brunette of the Year                    | —                                                                           | Nominada  |
| 2015 | Spank Bank Awards           | Most Spanked To Girl of the Year                | —                                                                           | Nominada  |
| 2015 | Spank Bank Awards           | Ho Holes of the Year                            | —                                                                           | Nominada  |
| 2015 | Spank Bank Awards           | Hardest Working Ho in Ho Biz                    | —                                                                           | Nominada  |
| 2015 | Spank Bank Awards           | Cum Dumpster of the Year                        | —                                                                           | Ganadora  |
| 2015 | Spank Bank Awards           | Breakthrough Star of the Year                   | —                                                                           | Nominada  |
| 2015 | Spank Bank Awards           | Most Underrated Whore                           | —                                                                           | Nominada  |
| 2015 | Spank Bank Awards           | The Total Package                               | —                                                                           | Nominada  |
| 2015 | Spank Bank Awards           | Sexiest Inked Slut                              | —                                                                           | Nominada  |
| 2015 | Spank Bank Awards           | Gang Banged Slut of the Year                    | —                                                                           | Ganadora  |
| 2015 | Spank Bank Technical Awards | Most Likely To Fuck at the Bar While in the Bar | —                                                                           | Ganadora  |
| 2015 | Spank Bank Technical Awards | Pussy Pumping Party Hostess                     | —                                                                           | Ganadora  |
| 2015 | Spank Bank Technical Awards | Cornholed Comptroller                           | —                                                                           | Ganadora  |
| 2015 | XRCO Awards                 | Unsung Siren of the Year                        | —                                                                           | Nominada  |
| 2015 | XRCO Awards                 | Orgasmic Analist of the Year                    | —                                                                           | Nominada  |